# Randers Lions
Randers Lions er et dansk speedwayhold fra den østjyske by Randers. Holdet blev grundlagt den 22. oktober 2008 af Kronjyllands Speedway Club. Holdet kører i 2011 i den danske 1. division i speedway under Danmarks Motor Union. Holdet vandt i 2010 den danske 2. division med maksimum 36 point for 12 matcher. Randers Lions har også et talenthold (Randers Lions Talent) som i 2011 kører i den danske 2. division.

## Nuværende bruttotrup
| Nr. | Navn                 | Nationalitet | Født     | Værdi |
| --- | -------------------- | ------------ | -------- | ----- |
| 1   | Claus Vissing        | Danmark      | 06.06.86 | 10,00 |
| 2   | Kenneth Kruse Hansen | Danmark      | 19.10.87 | 9,83  |
| 3   | Krister Jacobsen     | Danmark      | 31.03.87 | 7,53  |
| 4   | Claus Lauridsen      | Danmark      | 31.03.88 | 5,33  |
| 5   | Casper Wortmann      | Danmark      | 18.05.88 | 4,92  |
| 6   | Danny Maassen        | Tyskland     | 09.04.94 | 4,33  |
| 7   | Mads Skov            | Danmark      | 26.03.88 | 4,22  |
| 8   | Simon Anders Werner  | Danmark      | 14.12.92 | 4,13  |
| 9   | Uffe Kidmose Hansen  | Danmark      | 12.07.94 | 3,60  |
| 10  | Bo Christian Nielsen | Danmark      | 16.07.79 | 2,80  |
| 11  | Mike Thomsen         | Danmark      | 20.06.89 | 2,50  |
| 12  | Lars Johansen        | Danmark      | 01.01.95 | 2,50  |
| 13  | Jesper Andersen      | Danmark      | 22.11.86 | 2,50  |
| 14  | Kevin Pedersen       | Danmark      | 02.10.82 | 2,50  |
| 15  | Mathias Yder         | Danmark      | 17.04.92 | 2,50  |
| 16  | Jacob Sørensen       | Danmark      | 04.10.94 | 2,50  |
| 17  | Peer Jørgensen       | Danmark      | 27.11.81 | 2,50  |

### Bruttotrup 2010
| Nr. | Navn                 | Nationalitet | Født     | Værdi |
| --- | -------------------- | ------------ | -------- | ----- |
| 1   | Denis Wienke         | Tyskland     | 04.02.88 | 10,00 |
| 2   | Claus Lauridsen      | Danmark      | 31.03.88 | 5,95  |
| 3   | Mads Skov            | Danmark      | 26.03.88 | 5,45  |
| 4   | René Madsen          | Danmark      |          | 5,00  |
| 5   | Simon Anders Werner  | Danmark      | 14.12.92 | 4,11  |
| 6   | Danny Maassen        | Tyskland     | 09.04.94 | 3,69  |
| 7   | Robert Løgstrup      | Danmark      | 14.02.82 | 3,68  |
| 8   | Phillip Barner Kudsk | Danmark      | 17.06.92 | 3,18  |
| 9   | Kalle Greve          | Danmark      | 13.02.89 | 3,00  |
| 10  | Jesper Andersen      | Danmark      | 22.11.86 | 2,50  |
| 11  | Mathias Yder         | Danmark      | 17.04.92 | 2,50  |
| 12  | Jakob Nymark         | Danmark      | 02.04.94 | 2,50  |
| 13  | Richard Løgstrup     | Danmark      | 19.09.78 | 2,50  |
| 14  | Lars Johansen        | Danmark      | 01.01.95 | 2,50  |
| 15  | Jacob Sørensen       | Danmark      | 04.10.94 | 2,50  |
| 16  | Peer Jørgensen       | Danmark      | 27.11.81 | 2,50  |
| 17  | Jens Hoelgaard       | Danmark      | 31.03.74 | 2,50  |

### Bruttotrup 2009
| Nr. | Navn                   | Nationalitet | Født     | Værdi |
| --- | ---------------------- | ------------ | -------- | ----- |
| 1   | Lars Daniel Gunnestad  | Norge        | 29.10.91 | 6,00  |
| 2   | Lars Kristian Fuglerud | Norge        | 15.11.89 | 6,00  |
| 3   | Danny Maassen          | Tyskland     | 09.04.94 | 6,00  |
| 4   | Bo Christian Nielsen   | Danmark      | 16.07.79 | 5,00  |
| 5   | Robert Løgstrup        | Danmark      | 14.02.82 | 2,50  |
| 6   | Torben Præstgaard      | Danmark      | 17.04.87 | 2,50  |
| 7   | Bo Kristensen          | Danmark      | 19.03.76 | 2,50  |
| 8   | Mathias Yder           | Danmark      | 17.04.92 | 2,50  |
| 9   | Morten Dyrehauge       | Danmark      | 11.11.92 | 2,50  |
| 10  | Jakob Nymark           | Danmark      | 02.04.92 | 2,50  |
| 11  | Richard Løgstrup       | Danmark      | 19.09.78 | 2,50  |
| 12  | Jesper Andersen        | Danmark      | 22.11.86 | 2,50  |

## Holdlederstab
| Stilling        | Navn            | Nationalitet |
| --------------- | --------------- | ------------ |
| Holdleder       | Janus Millard   | Danmark      |
| Ass. holdleder  | Lars Kudsk      | Danmark      |
| Talentholdleder | Christine Yder  | Danmark      |
| Træner          | Kenneth Klausen | Danmark      |
| Fysioterapeut   | Marlene Thorsen | Danmark      |

## Historie
Randers Lions blev stiftet den 22. marts af Kronjyllands Speedway Club (KSC), i et forsøg på at genskabe speedwaysporten i Randers.
Randers Lions kørte i 2009 sin første sæson i den danske 2. division og endte på 6. pladsen efter en sæson, hvor fokus primært havde været på udvikling af kørerne og organisationen bag holdet.
I efteråret 2009 skiftede syv kørere fra Herning Speedway Klub i samlet flok til Randers Lions, efter mislykkedes planer om at genrejse speedwayklubben i Herning. Med det store rykind var ambitionen for 2010-sæsonen nu at rykke op i 1. division og samtidig blev Randers Lions Talent etableret med Christine Yder som holdleder.
I 2010 vandt Randers Lions alle 12 matcher i 2. division og den 7. august vandt holdet alle 20 heat i samme match.
Randers Lions sikrede sig guldet i 2. division og oprykningen til 1. division den 7. september i tredje sidste runde.
Randers Lions Talent kørte i 2010 holdets første sæson og blev nummer 8 i 2. division.

### Tidslinje
- 25.09.10: Randers Lions går ubesejrede igennem 2. division.[2]
- 25.09.10: Randers Lions Talent slutter på 8. pladsen i 2. division.[2]
- 07.09.10: Randers Lions sikrer oprykning til 1. division og guldet i 2. division.[9]
- 07.08.10: Randers Lions vinder samtlige heat i en ligamatch.[8]
- 29.05.10: Randers Lions Talent bliver for første gang nr. 2 i en ligamatch.[10]
- 08.05.10: Brian Andersen scorer Randers Lions' første 15-points maksimum.[11]
- 01.05.10: Randers Lions Talent scorer holdets første matchpoint.[12]
- 01.05.10: Randers Lions vinder for første gang en hjemmematch.[13]
- 24.04.10: Eskild Sig Kruse scorer Randers Lions' første 9-points maksimum.[14]
- 24.04.10: Danny Maassen laver Randers Lions Talents første heatsejr.[14]
- 17.04.10: Randers Lions vinder for første gang nogensinde en ligamatch.[15]
- 17.04.10: Randers Lions Talent kører holdets første ligamatch i 2. division. Peer Jørgensen kører holdets første heat, mens Jesper Andersen i heat 3 scorer holdets første heatpoint.[15]
- 10.04.10: Randers Lions møder det Tyske U19 landshold i en træningsmatch.[16]
- 01.04.10: Første træningslejr i Malmø, Sverige.[17]
- 09.10.09: Randers Lions Talent etableres.[3]
- 19.09.09: Randers Lions slutter på 6. pladsen i 2. division.[5]
- 23.05.09: Randers Lions kører holdets første hjemmematch.[18]
- 16.05.09: Randers Lions bliver for første gang nr. 2 i en ligamatch.[19]
- 25.04.09: Randers Lions kører holdets første ligamatch i 2. division og scorer 1 matchpoint. Robert Løgstrup kører holdets første heat og scorer samtidig holdet første to heatpoint. Lars Daniel Gunnestad laver i heat 8 holdets første heatsejr.[20]
- 22.10.08: Randers Lions etableres af Kronjyllands Speedway Club.[21]
- 23.03.96: Kronjyllands Speedway Club etableres.[1]
- 08.08.54: Kronjyllands Speedway Center åbner med en holdmatch mellem Randers og Århus.[1]

## Hjemmebane
Randers Lions og Randers Lions Talent kører sine hjemmematcher på Kronjyllands Speedway Center, der ligger lidt syd for Randers. Banen blev grundlagt den 8. august 1954 og er Danmarks ældste fortsat eksisterende speedwaybane.

## Titler
2. division (1): 2010